# Ступава
Ступава (слч. Stupava, мађ. Stomfa) град је у Словачкој, који се налази у оквиру Братиславског краја, где припада округу Малацки.

## Географија
Ступава је смештена у западном делу државе. Главни град државе, Братислава, налази се свега 20 км јужно од града, па је суштински Ступава њено предграђе.
Рељеф: Ступава је развила у области Захорје, које је Малим Карпатима одвојено од остатка Словачке. Град је у равници, на приближно 180 m надморске висине. Град смештен између равничарског дела уз реку Мораву западно и планина Мали Карпати на истоку.
Клима: Клима у Ступави је умерено континентална.
Воде: Кроз Ступаву протиче Ступавски поток.

## Историја
Људска насеља на овом простору датирају још из праисторије. Насеље се први пут спомиње 1269, као место у оквиру Краљевине Угарске. Све до 20. века насеље је било село без већег значаја.
Крајем 1918. Ступава је постала део новоосноване Чехословачке. За време комунизма град је нагло индустријализован, па је дошло до наглог повећања становништва. После осамостаљења Словачке град је постао њено значајно средиште, али је дошло до привредних тешкоћа у време транзиције.

## Становништво
| Година:    | 1994. | 2004.   | 2014.    | 2024.    |
| ---------- | ----- | ------- | -------- | -------- |
| Број људи: | 7874  | 8283    | 10 235   | 12 850   |
| Разлика:   |       | +5,19 % | +23,56 % | +25,54 % |

| Година:    | 2023.  | 2024.   |
| ---------- | ------ | ------- |
| Број људи: | 12 803 | 12 850  |
| Разлика:   |        | +0,36 % |

Данас Ступава има више од 12.000 становника и последњих година број становника расте.
Етнички састав: По попису из 2021. састав је следећи:
- Словаци - 90,2%,
- Чеси - 0,8%,
- Мађари - 0,5%,
- остали.

Верски састав: По попису из 2021. састав је следећи:
- римокатолици - 47,9%,
- атеисти - 38,2%,
- лутерани - 2,3%,
- остали.

## Галерија
- Главна улица у Ступави
- Главна градска црква
- Градски музеј
- Манорски замак у Ступави